# Cờ tướng Mãn Châu
Cờ tướng Mãn Châu (Tiếng Trung: 满洲棋), (Tiếng Anh: Manchu chess), là một biến thế của Cờ tướng, Nó được tạo ra từ thời nhà Thanh bởi những người trong Bát kỳ quân.

## Nguyên tắc chơi
Các quân cờ của bên đi sau được thiết lập và di chuyển giống như trong Cờ tướng nhưng Mã, Pháo, và một Xe của bên đi trước vắng mặt, quân Xe còn lại có sức mạnh tổng hợp của bộ ba (Xe, Pháo, Mã). Mặc dù bên đi sau có lợi thế về quân lực, nhưng sức công sát của quân Xe bên đi trước rất mạnh nếu bên đi sau không thận trọng sẽ thua rất nhanh chóng, Quân xe của bên đi trước được cho là biểu hiện của những người lính Solon, những người dũng cảm và thiện chiến trong Chiến tranh Minh-Thanh.